# Деле Али
Бамиделе Джърмейн Али (роден 11 април 1996 г.), по-известен като Деле Али, е английски полузащитник, който играе за италианския Комо.
Али израства в школата на МК Донс и записва първото си участие в професионалния футбол през 2011 г.
Присъединява се към отбора на Тотнъм Хотспър през сезон 2015/16.
Дебютира за националния отбор на Англия през 2015 г. и с него достига трето място в турнира Лига на нациите на УЕФА през 2019 г.

## Успехи
МК Донс
- Английска първа футболна лига второ място: 2014–15

Тотнъм Хотспър
- Шампионска лига на УЕФА второ място: 2018–19

Англия
- Лига на нациите на УЕФА трето място: 2018–19